# Kiran Sonia Sawar
Kiran Sonia Sawar es una actriz escocesa conocida por su papel en el drama Murdered by My Father. En 2017, Sawar apareció en "Crocodile", un episodio de la cuarta temporada de la serie de antología Black Mirror.

## Primeros años
Sawar es de ascendencia paquistaní y creció en Pollokshields, Glasgow. Asistió a la Universidad de Saint Andrews, donde recibió una licenciatura en Biología Marina y Ambiental. Después de graduarse, se formó en actuación en la Oxford School of Drama, de donde salió en 2012.

## Carrera
Sawar hizo su debut actoral en teatro antes de conseguir su primer papel en televisión en 2015. Después de una serie de papeles secundarios en varias series de televisión, obtuvo elogios de la crítica por su papel como protagonista en el drama de televisión de la BBC Murdered by My Father, que destacó el tema de los crímenes de honor. Interpretó a Cordelia en la adaptación teatral del 2016 de la novela Retorno a Brideshead de Evelyn Waugh. A Kiran se le ofreció un papel en la película Meg 2: The Trench, donde interpreta al personaje de Sal.

## Filmografía

### Películas
| Año  | Título                   | Papel                  | Notas                  |
| ---- | ------------------------ | ---------------------- | ---------------------- |
| 2016 | Murdered by My Father    | Salma                  | Película de televisión |
| 2017 | The Boy With The Topknot | Young Sathnam's Mother | Película de televisión |
| 2017 | Diana and I              | Yasmin                 | Película de televisión |
| 2019 | Brexit: The Uncivil War  | Shamara                | Película de televisión |
| 2020 | Mogul Mowgli             | Asma                   |                        |
| 2020 | Kindred                  | Linsey                 |                        |
| 2020 | Listen                   | Anjali                 |                        |
| 2021 | Danny Boy                | Deena Aayari           | Película de televisión |
| 2023 | Meg 2: The Trench        | Sal                    |                        |

### Televisión
| Año       | Título                  | Papel           | Notas                  |
| --------- | ----------------------- | --------------- | ---------------------- |
| 2015      | Turn Me Online          | Jas             | 1 episodio             |
| 2015      | Legends                 | Farrah Bulfati  | 4 episodios            |
| 2015      | Holby City              | Hafsa Ali       | 1 episodio             |
| 2017      | Padre Brown             | Alisha Prasad   | 1 episodio             |
| 2017      | The Educatoror          | Meena           | 3 episodios            |
| 2017      | The Good Karma Hospital | Sister Inez     | 1 episodio             |
| 2017      | Doctors                 | Pramada Malik   | 1 episodio             |
| 2017      | Casualty                | Riya Mehat      | 1 episodio             |
| 2017      | Black Mirror            | Shazia          | Episodio: "Crocodile"  |
| 2018      | Next of Kin             | Ani Shirani     | Protagonista           |
| 2018      | Deep State              | Sita            | Protagonista           |
| 2019      | Silent Witness          | Alice           | 4 episodios            |
| 2019      | Pure                    | Shereen         | 6 episodios            |
| 2019      | Humpty Dumpty           | Peggy           | Cortometraje           |
| 2019      | Azaar                   | Hiydat          | Cortometraje           |
| 2019      | The Capture             | Naz             | 3 episodios            |
| 2019      | I Am Hannah             | Rebecca         | Película de televisión |
| 2020      | McDonald & Dodds        | Maheeda Abaasie | Serie 1, episodio 2    |
| 2021-2023 | The Nevers              | Harriet Kaur    | Recurrente             |